# 사적인 고백
《사적인 고백》(스웨덴어: Enskilda samtal, 영어: Private Confessions)은 1996년 개봉한 스웨덴의 드라마 영화이다. 리브 울만이 감독을, 잉마르 베리만이 각본을 맡았다.

## 출연

### 주연
- 페닐라 어거스트
- 막스 폰 시도우
- 사무엘 플로러
- 아니타 비요크

### 조연
- 크리스티나 아돌프슨
- 군넬 프레드
- 한스 알프레드슨

## 기타
- 의상: 잉게르 페르손